# 肯特崗公園

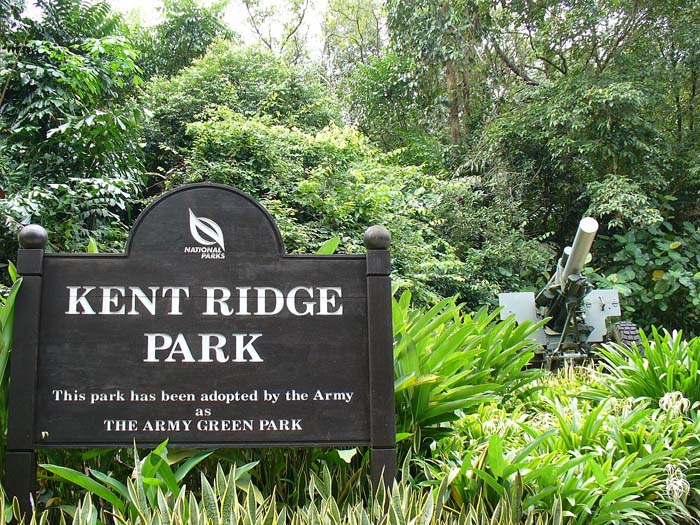
通往肯特岗公园的维安通道（Vigilante Drive）入口。 背景是新加坡国防部捐赠的一枚退役的105毫米榴弹炮 （截至2015年12月，这把旧火炮不再展出。标语的一部分写着“这个公园已被陆军采用为陆军绿色公园”。 ）。

肯特岗公园（英語：Kent Ridge Park）是新加坡肯特岗的一个公共公园，占地47公顷，位于新加坡国立大学和新加坡科学园之间。由于其不受干扰的栖息地和丰富的植物，它是观鸟者和生态旅游者的热门场所。在第二次世界大战期间，英军马来兵团与入侵的日本军队于1942年2月12日至14日在公园的鸦片山上发生了最激烈的战役之一，即巴西班让战役。该公园于1954年正式开放，并于1995年由新加坡国家文物保护局列为新加坡第二次世界大战的11个景点之一。它也是新加坡国家公园管理局管理的300余个公园之一。

## 历史

新加坡的西海岸空中全景，摄于2016年。 肯特岗位于右边。

肯特岗公园和新加坡国立大学所在的地区以前被称为巴西班让岭，最初是低地常绿雨林。该公园的自然植被现在包括香灰莉树、相思树和第伦桃等。19世纪初，当第一批定居者抵达新加坡时，他们在山脊上种植了橡胶，胡椒，钩藤和菠萝等农作物。 第二次世界大战期间，它曾被英国陆军用作防御新加坡的堡垒。在日本占领时期（1942-1945年），这些种植园中有许多被废弃或破坏，使此类作物变为野生。
1954年2月23日，新加坡总督列誥揭幕匾牌，宣布该地区更名为肯特岗，以纪念馬里納郡主和她的儿子肯特公爵于1952年10月3日对该地的访问。该牌匾竖立在现在的肯特岗路（英語：Kent Ridge Road）和南波娜维斯达路（英語：South Buona Vista Road）的交界处。
该公园中有第二次世界大战期间巴西班让战役的所在地——鸦片山。 1942年2月12日至14日期间，由阿德南·本·赛迪（英語：Adnan Bin Saidi）中尉领导的159名英军马来兵团幸存者与牟田口廉也中将的第18师13000人作战。英军马来兵团在山上的位置被日本人占领，最后几名守卫者的弹药用尽后，战斗在肉搏战中结束。 除阿巴斯·阿卜杜勒·曼南（英語：Abbas Abdul-Manan）中尉一人以外，其他人员在事后遭到屠杀。

## 公园现状

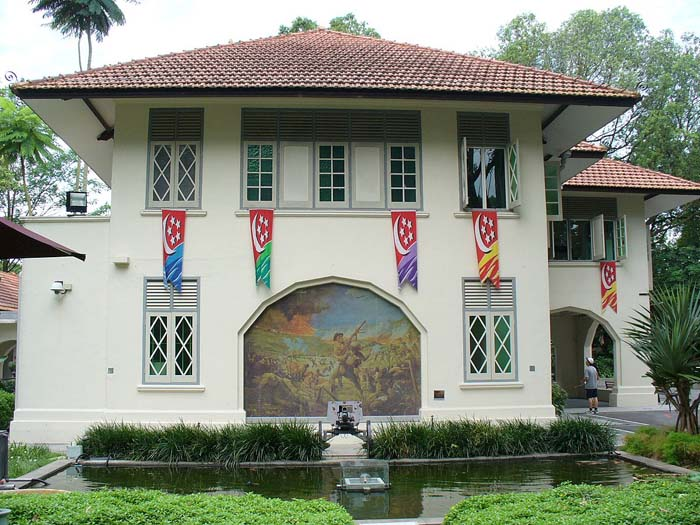
公园内的鸦片山岗战役纪念馆，位于鸦片山31K。纪念馆墙上的壁画是艺术家对巴西班让战役的印象。

公园内的鸦片山31K有一座黑白殖民地平房，过去为仅用来容纳英国陆军高级军官的住所，后被改建为二战战争博物馆，称为鸦片山岗战役纪念馆，以纪念战争及参战者。原先该处有两个小于该纪念馆的小型平房，但为建造公共停车场，这两座平房在1987年被拆除。 博物馆外有三个真人大小的雕像和一块牌匾，以纪念英军马来兵团与遇难者的生命。
肯特岗公园、拉柏多自然保护区和战争博物馆是巴西班让历史区（英語：Pasir Panjang Historic District）的一部分，该区主要关注新加坡西部在第二次世界大战期间的战役。它们与圣淘沙的西乐索炮台和福康宁的地下指挥中心一样， 使人牢记新加坡现代历史中的重要篇章。在山顶附近，有一处纪念性遗产标记，标记了1942年巴西班让战役的战斗地点。
为了支持国家公园局的“认养公园”（英語：Adopt-a-Park）计划，新加坡陆军“认养”该公园为陆军绿色公园（英語：Army Green Park），因此公园拥有一些由国防部捐赠的已退役的新加坡陆军军事装备，其中包括两架WW2 105毫米野战榴弹炮和一辆AMX-13轻型坦克。这些装置一直陈列至2015年12月。
该公园的设施包括20余个健身角、瞭望点、一条自然步道、多功能球场和树冠步道。根据国家公园局的资料，肯特岗公园是拥有最多健身设施的国家公园。公园的最高点在海拔61米处，从这里可以欣赏到巴西班让海岸和距离新加坡西南部海岸约5公里处一些南部岛屿的全景。在晴朗的日子里，可以看到如毛广岛和实马高岛等岛屿。肯特岗公园、直落布兰雅山公园和花柏山公园是“南部山脊”自然景观带经过的一部分，该景观带通过桥梁和道路将三个公园连接起来。

## 动植物

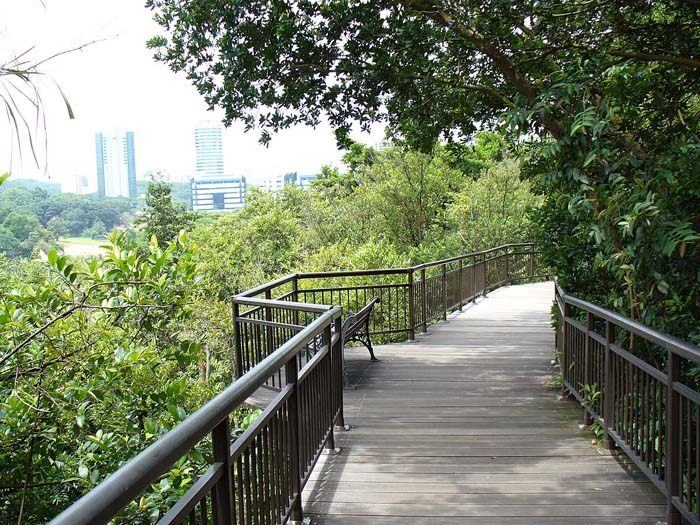
肯特岗公园长280米的树冠步道的一部分

该公园由新加坡国家公园管理局管理，每天对公众开放，除战争博物馆外均可免费进入。该公园可从维安通道和必比士路（英語：Pepys Road）上的入口进入。公园其余大部分野生地区由次生林构成，其中种植了新加坡和马来西亚半岛原生的植物，如香灰莉树，紫檀，白叶无花果，黑柏树，野牡丹，猪笼草和星果木等。
穿过公园的小径，包括一条山地自行车道，几乎沿着山脊平行。公园西北部有一个天然池塘，里面有鱼和乌龟。2003年10月，公园东部建成了280米长的树冠步道，将肯特岗公园与战争博物馆、鸦片山岗战役纪念馆连接起来，从而增强了到达公园和博物馆的便利性。在步道旁，设有关于公园内植物和动物信息的信息板。在中途，有一个休憩所，游客可作短暂休息，或欣赏诺曼顿园（英語：Normanton Park）和国家公园管理局的植物苗圃的美景。
它是与白沙公园，福康宁公园和双溪布洛湿地保护区并列为新加坡岛上四个最受欢迎的观鸟景点之一。公园中的鸟类包括白冠噪鹛、 白领翡翠、白腹海雕、斑啄木鸟、栗喉蜂虎、蓝尾食蜂鸟、白腹秧雞和珠颈斑鸠等。
各种特殊兴趣团体，例如新加坡自然协会和新加坡国立大学莱佛士生物多样性研究博物馆定期为学生和公众组织生态旅游和遗产旅游。

## 公共交通
- 地下鐵路（捷運） ：
  - 從地鐵市區環線 CC24 肯特岗站下车后向东南方向步行20分钟即可[16]。
- 公共汽車：科學園車站

## 鄰近觀光熱點
- 虎豹別墅
- 西海岸公園（West Coast Park）
- 新加坡國立大學